# Israeliani
Gli israeliani sono i cittadini dello stato d'Israele. Gli israeliani non compongono un'etnia religiosa unitaria; nel 2020 gli abitanti del Paese erano per il 74% ebrei, per il 18% musulmani, per il 1,9% cristiani, per 1,6% drusi e il restante 4,5% di altro tipo.

Evoluzione dei gruppi religiosi nella popolazione israeliana, 1949 - 2020.
Ebrei
Musulmani
Cristiani
Drusi
Altri